# Junior TV (rete televisiva)
Junior TV (o solo Junior) è un canale televisivo privato albanese per i bambini e gli adolescenti di età compresa tra i 10 e i 18 anni. È stato lanciato il 20 aprile 2005 dalla piattaforma TV DigitAlb. Junior TV è il secondo canale televisivo dedicato ai bambini dopo Bang Bang, ed è uno dei più visti da pre-adolescenti e adolescenti.

## Programmi

### Serie da Disney Channel
- Even Stevens (Stivensat)
- Lizzie McGuire (Lizi Mekguajer)
- That's So Raven (Rejven)
- The Suite Life of Zack & Cody (Jeta në Suitë e Zakut dhe Kodit)
- Hannah Montana (Hana Montana)
- Cory in the House (Kori në Shtëpinë e Bardhë)
- Wizards of Waverly Place (Magjistarët e Sheshit Uejverli)
- The Suite Life on Deck (Zaku dhe Kodi në Anije)
- Sonny with a Chance (Soni mes Yjesh)
- Jonas L.A. (Xhonas)
- Good Luck Charlie (Paç Fat Çarli)
- Shake It Up (Kërcim për një Ëndërr)
- Violetta (Violeta)

### Serie da Nickelodeon
- Drake & Josh (Drejk dhe Xhosh)
- iCarly (Unë Karli)
- Isa TVB (Isa TDSH)
- True Jackson, VP (Tru Xhekson)
- The Troop (Skuadra Anti-Monstër)
- Isa TK+ (Isa TDSH)
- Big Time Rush
- Victorious
- See Dad Run (Në Shtëpi me Babin)
- Sam & Cat (Semi dhe Keti)
- The Haunted Hathaways (Shtëpia e Fantazmave)
- Every Witch Way (Ema, Një Shtrigë Ëndrrash)

### Altre serie
- The Simpsons (Simpsonët)
- Patito Feo (in italiano: Il mondo di Patty) (Bota e Patit) [1]
- Lola, érase una vez (Na Ishte Njëherë Lola)
- The Tribe (Tribu)
- Being Eve (Të jesh Eva)
- Sabrina, the Teenage Witch (in italiano: Sabrina, vita da strega) (Sabrina, Shtriga Adoleshente)
- Malcolm in the Middle (Malkolmi)
- The Fresh Prince of Bel-Air (Princi i Bel-Air)
- Balamory (Balamori)
- The Saddle Club (Klubi i Kalorëseve)
- Hi-5 (Tjeta-5)
- LazyTown (Qyteti i Përtacëve)
- Brum (Brami)
- Galidor
- Big Cook, Little Cook (Kuzhinieri i Madh, Kuzhinieri i Vogël)
- Make It or Break It (Gjimnastet Olimpike)
- Suburgatory (Periferia)
- Popland! [2]
- L'Italiano in Famiglia
- The Greenhouse
- Switched at Birth (Këmbyer në Lindje)

### Produzioni originali
- Planeti Kripëmjaltëzat
- Hapa në Pasarelë
- Junior Club
- Kompjuteri Im
- DigiTime
- Yjet e Muzikës
- Muzikal në Junior
- Prodhime 100% Shqiptare